# Königlich Bayerisches 1. Fußartillerie-Regiment „vakant Bothmer“
Das 1. Fußartillerie-Regiment „vakant Bothmer“ war ein Verband der Fußartillerie-Brigade der Bayerischen Armee.

## Geschichte
Das Regiment wurde am 1. Januar 1873 in Ingolstadt in einer Stärke von zwei Bataillonen zu vier Kompanien durch Ausscheiden der Festungsabteilungen aus dem 1. und 3. Feldartillerie-Regiment gebildet. Am 11. Dezember 1908 wurden die Kompanien in Batterien umbenannt.
Erster und einziger Regimentsinhaber war ab 5. Juli 1875 der spätere General der Infanterie Friedrich von Bothmer, dessen Namen das Regiment als Zusatz führte. Nach seinem Tod am 29. Juli 1886 erhielt es die Bezeichnung 1. Fußartillerie-Regiment „vakant Bothmer“.
Letzte Friedensstandorte des Regiments waren Neu-Ulm (I. Bataillon) und München (II. Bataillon).

### Erster Weltkrieg
Zu Beginn des Ersten Weltkriegs wurde das Regiment aufgeteilt: Das II. Bataillon war dem I. Armee-Korps der 6. Armee, das I. Bataillon dem II. Armee-Korps der 6. Armee jeweils als Korpsartillerie zugeteilt.
Das II. Bataillon nahm unter anderem an den Kämpfen bei Verdun, Artois, Monchy-Cambrai/Bapaume und Arras teil.

### Verbleib
Nach Kriegsende wurden die Reste des Regiments demobilisiert und im Februar 1919 schließlich aufgelöst.
Die Tradition übernahm in der Reichswehr durch Erlass des Chefs der Heeresleitung General der Infanterie Hans von Seeckt vom 24. August 1921 die 5. Batterie des 7. (Bayerisches) Artillerie-Regiments in München. In der Wehrmacht wurde die Tradition durch die I. Abteilung des Artillerieregiments 43 in Landshut fortgeführt.

## Kommandeure
| Dienstgrad            | Name                | Datum                                    |
| --------------------- | ------------------- | ---------------------------------------- |
| Oberst                | Karl von Neubeck    | 01. Januar 1873 bis 26. November 1876    |
| Oberst                | Franz von Stengel   | 27. November 1876 bis 2. Juli 1877       |
| Oberst                | Viktor Gramich      | 21. Juli 1877 bis 1. März 1881           |
| Oberst                | Frido Blume         | 02. März 1881 bis 2. März 1886           |
| Oberstleutnant/Oberst | Ludwig Reinhard     | 03. Oktober 1886 bis 9. Mai 1891         |
| Oberst                | Adam Betzel         | 10. Mai 1891 bis 14. November 1895       |
| Oberstleutnant/Oberst | Gustav von Imhoff   | 15. November 1895 bis 16. Oktober 1897   |
| Oberst                | Karl Belleville     | 28. Oktober 1897 bis 19. Juni 1898       |
| Oberstleutnant        | Philipp Müller      | 20. Juni 1898 bis 26. September 1899     |
| Oberst                | Moritz Ratzinger    | 27. September 1899 bis 25. Dezember 1900 |
| Oberst                | Friedrich Deppert   | 26. Dezember 1900 bis 7. September 1902  |
| Oberstleutnant/Oberst | Oskar Menzel        | 21. September 1902 bis 19. August 1905   |
| Oberst                | Otto Hüther         | 20. August 1905 bis 24. August 1907      |
| Oberst                | Otto Kreppel        | 25. August 1907 bis 14. Dezember 1911    |
| Oberst                | Wilhelm Köhl        | 15. Dezember 1911 bis 30. September 1913 |
| Major/Oberstleutnant  | Eduard Gartmayr     | 01. Oktober 1913 bis 29. August 1916     |
| Oberstleutnant        | Edmund List         | 30. August 1916 bis 25. Dezember 1918    |
| Oberst                | Eduard von Gartmayr | 26. Dezember 1918 bis Januar 1919        |

## Bekannte Regimentsangehörige
- General der Artillerie Theodor Endres: 1897/98 als Offizieranwärter
- Generalmajor Theodor Ertl (1874–1961): 1915/16 Kommandeur des IV. Bataillons, 1919 Kommandeur des II. Bataillons
- Major Eduard Friedel: 1914/17 Bataillonskommandeur
- Generalmajor Heinrich Gärtner: 1914/17 als Kriegsfreiwilliger
- General der Artillerie Otto Grün: 1914/16 Führer der 6. Batterie
- Generalleutnant Wilhelm Raithel (1894–1960): Eintritt August 1913, 08.1914 bis 11.1914 als Zugführer 1. Kompanie, 11.1914 bis 03.1915 bei der 1. Batterie und von 12.1918 bis 06.1919
- Oberleutnant Gregor Strasser: 1914/17 als Kriegsfreiwilliger